# Rudolf Bosselt
Paul Gustav Rudolf Bosselt (født 29. juni 1871 i Perleberg, død 2. januar 1938 i Berlin) var en tysk billedhugger og 
medaljør.
Bosselt virkede først som ciselør, uddannedes videre ved kunstindustriskolen i Frankfurt a. M. og 1897—99 i Paris (Académie Julian). Han blev lærer ved Düsseldorfs kunstindustriskole og var 1911—24 direktør for Magdeburgs. Han har især vundet berømmelse ved sin småplastik, medaljer og plaketter og har sin kunst repræsenteret i mange tyske museer m. v. Bosselt skrev 1908 Die Kunst der Medaille.